# Jacob Graah
Jacob Graah (født 1721 i Rendsborg, død 1756 under skibsforlis) var en dansk forfatter, præst og Kinarejsende.
Jacob Graah blev født i Rendsborg, hvor hans far, Jens Graah, var regimentskvartermester (død 1743). Han blev student fra Fredericia Latinskole 1739, lå på Borchs Kollegium 1745-50 og var derefter huslærer for Abraham Lehns søn, Poul Abraham Lehn, indtil denne kunne begynde som student på Københavns Universitet 1752.
Graahs bibliografi er ikke lang. Hans debut i bogform var med Exoptatissimis nuptiis. Quas princeps Fridericus cum Ludovica celebrat, 1743, (Bryllupslængsler. Som Prins Frederik fejrer med Louise). I anledning af at giftede Frederik V sig med Louise af Storbritannien. Ægteskabet blev indgået i Hannover med brudens bror, hertugen af Cumberland, som stedfortræder, og vielsen blev senere samme år gentaget i København med bruden selv.
I Spectatorfejden (se Jørgen Riis) optrådte han med sej udholdenhed, men ikke synderlig begavet, som magister Andreas Johansen Lundhoffs forsvarer overfor Jørgen Riis' satiriske angreb (i Lærde Tidender 1745).
Graahs anvendte flittigt sin rimekunst som lejlighedspoet og ved omskiftelser i kongehuset måtte også hans muse give bidrag. Desuden oversatte han Johann Elias Schlegels mislykkede tragedie Kong Knud.
Graah samlede sine forskellige værker 1751 under titlen Poetisk Tidsfordriv, Sproget til Nytte og Sir paa danske Vers Tid efter anden udførte, i 2 dele. 1753 tog han attestats (tilladelse til at kunne prædike offentligt) og fik kort efter hyre som skibspræst på et skib til Kina. Han opholdt sig nogen tid i Kanton og vekslede i slutningen af 1754 breve med jesuiten Lefebure i Maçao, hos hvem han søgte oplysning om landets historie med videre. Kort tid efter påmønstrede han et skib for at rejse hjem, men omkom ved skibets forlis, 1756.

## Eksterne kilder og henvisninger
1. ↑  Dansk biografisk Lexikon, VI. Bind, side 156. Udgivet af C.F. Bricka. Bind 1-19. Gyldendal, 1887-1905.

- Google books
- Jacob Graah på Dansk Forfatterleksikon
- Danske Litteraturpriser